# Clube União 1919
El Clube União 1919 es un equipo de fútbol de Coimbra, fundado en 1919. Incluye equipos de varios niveles al profesional, teniendo también, en el pasado, un equipo de fútbol femenino. En 2016, por motivos legales, el club de Coimbra se vio obligado a cambiar de nombre y pasó a llamarse Clube União 1919. Actualmente, el equipo juega en la Liga Regional de Coimbra.

## Historia
Fue fundado el 2 de junio de 1919 en la ciudad de Coímbra como parte del club multideportivo Unión de Coimbra, el cual cuenta con secciones en otros deportes como fútbol sala, baloncesto, aikido, natación y voleibol.
Como club de fútbol jugó por primera vez en la Primeira Liga en la temporada de 1972/73, en donde descendió esa misma temporada al terminar en el lugar 14 entre 16 equipos sin poder ganar un solo partido como visitante.

## Estadio
El club juega sus partidos de local en el Estádio Municipal Sérgio Conceição, nombrado en honor al ex-seleccionado nacional con Portugal Sergio Conceiçao, quien nació en Coímbra. El estadio fue inaugurado en 2002 y cuenta con capacidad para 2,500 espectadores.

## Palmarés
- Segunda División de Portugal: 1

1971/72
- Tercera División de Portugal: 1[3]

1980/81
- Primera División de Coimbra: 8

1926, 1927, 1929, 1930, 1931, 1932, 1947, 2023
- Segunda División de Coimbra: 1

2009
- Copa de Coimbra: 1

2009